# Paço de Lourizán
O Paço de Lourizán é uma casa senhorial situada em Herbalonga, na freguesia de Lourizán, em Pontevedra, Espanha.

## História
No século XV esta propriedade foi transformada numa quinta e pertencia à família Montenegro. O pombal circular com ameias data deste período. Na herdade foi construída uma casa-torre fortificada, onde Luis de Góngora passou algum tempo em 1609 e escreveu parte do seu livro Soledades.
No século XVII, a herdade, conhecida como Granja de la Sierra, era propriedade do Marquês de La Sierra. Posteriormente, teve diferentes proprietários, comerciantes e homens de negócios. No século XIX, o palácio pertenceu a Buenaventura Marcó de el Pont, depois de o ter comprado aos herdeiros de Francisco Genaro Ángel, irmão da sua esposa.
Mais tarde, foi convertido em residência principal e casa de verão, quando Eugenio Montero Ríos morou lá. Em Outubro de 1876, alugou a propriedade e adquiriu-a a 16 de Maio de 1879. Nessa altura, a propriedade estava muito próxima da ria de Pontevedra e tinha o seu próprio cais. Entre 1893 e 1894, foi realizada a primeira grande remodelação da casa senhorial. Consistia em criar uma galeria de madeira na ala sul, que encerrava a capela do edifício. O paço converteu-se numa residência ostensiva com funções institucionais representativas, bem como num espaço de vida, de lazer e de recreio. O Tratado de Paris foi assinado nas suas salas após a guerra com os Estados Unidos em 1898, na qual a Espanha perdeu Cuba, Porto Rico, as Filipinas e Guam.
Eugenio Montero Ríos encomendou ao arquitecto Jenaro de la Fuente Domínguez a remodelação completa do palácio no início do século XX. O objectivo era transformar o paço num grande palácio residencial, imitando e ultrapassando em dimensão a tipologia dos hôtels particuliers à moda do Segundo Império francês. O plano de fachada do projecto data de 20 de Fevereiro de 1909 e integrou e harmonizou elementos de diferentes fases de construção para criar uma unidade arquitectónica. A renovação deu ao palácio uma nova aparência, tanto no exterior como no interior. Os trabalhos começaram em Setembro de 1909 e foram concluídos em 1912. Originalmente, as estátuas de mármore que se encontram na grande escadaria central que dá acesso ao palácio formavam a chamada avenida das estátuas, mas com esta grande remodelação do paço foram transferidas para a escadaria. Eugenio Montero Ríos viveu no Palácio de Lourizán até à sua morte em 1914.
O Conselho Provincial de Pontevedra comprou-o em 1943 à Caixa Económica Provincial de Pontevedra e (um quinto) à viúva Marquesa de Alhucemas. No mesmo ano, a Marquesa cedeu-o ao Ministério da Educação para ser utilizado como centro regional de ensino, investigação e experiências florestais e, em 1946 tornou-se uma escola técnica superior de silvicultura.
O centro passou a fazer parte do Instituto Nacional de Investigação Agrícola (INIA) em 1973 e em 1984 foi transferido para a Junta da Galiza. Está actualmente integrado no Centro de Desenvolvimento Sustentável do Ministério Regional do Ambiente desde 1991. Os principais objectivos do Centro de Investigação Ambiental e Florestal de Lourizán são a protecção, conservação e valorização do património florestal da Galiza.
Em 19 de Maio de 2023, o palácio passou a ser propriedade da Junta da Galiza.

## Descrição

### O edifício
O actual edifício tem um ar romântico e é obra de Jenaro de la Fuente Domínguez.  É um edifício ecléctico com influências de art nouveau, classicismo e arquitectura francesa do Segundo Império.
A estrutura do palácio é simétrica, monumental e com uma predominância de volumes horizontais. Tem um rés-do-chão e dois andares superiores. O corpo central tem a forma de U com três torres coroadas por mansardas francesas e um telhado de ardósia. A fachada tem colunas e pilastras iónicas. A parte central é realçada por um brasão e um relógio, no local onde normalmente se encontram os brasões dos paços galegos.
Em frente a este corpo central, avançado em relação aos laterais, encontra-se uma grande escadaria de pedra imperial de dois lances, rodeada por estátuas neoclássicas de mármore branco personificando a justiça e a prudência e representando virtudes, valores e devoções. No cimo da escadaria encontram-se as estátuas de Germânico, Discóbolo, o Escravo Moribundo e Sófocles, enquanto nos extremos da rotunda se encontram as estátuas de Palas Atena e Diana de Gabies. Nos templetes da fachada principal, junto à porta de entrada do vestíbulo, podem ver-se as alegorias da Primavera e do Verão. A escada redonda gera um miradouro para contemplar as vistas à imitação do estilo barroco francês. Esta escada leva à entrada principal e a um terraço semicircular (que serve de miradouro) acima de uma gruta artificial que simula uma caverna de calcário vulcânico chamada Gruta dos Espelhos. Neste ponto, abrem-se duas asas laterais, constituídas por galerias ligeiras de pedra e vidro que envolvem o velho paço. No primeiro andar, as fachadas das asas laterais quase desaparecem, destacando o corpo central e criando terraços com balaustradas. No topo, um terraço ocupa uma parte importante da superfície. Nestas secções laterais, repetem-se as janelas altas, as pilastras, as varandas, as mansardas e as cúpulas cobertas com escamas de zinco do tipo dôme à l'impériale, que reforçam a elegância do palácio.
Destaca-se o grande número de janelas e varandas, trazendo luz e leveza à estrutura. A decoração é notável pela fusão de elementos neoclássicos e art nouveau. As colunas, varandas e ornamentos mostram recursos clássicos. O frontão triangular do corpo central é decorado com os símbolos da profissão de Eugenio Montero Ríos, e os atributos da justiça, um escudo com um livro e uma pena.
O acceso ao interior é feito por uma simples porta com as iniciais no vidro dos seus antigos proprietários, "E e A", "Eugenio e Avelina".
O interior do palácio organiza-se em torno dos três andares visíveis do exterior, onde o rés-do-chão e o primeiro andar contêm os restos das paredes da primeira casa e do paço. As divisões distribuem-se por duas metades separadas por um longo corredor que percorre todo o comprimento do edifício, como na arquitectura palaciana, ficando as divisões superiores, salas de visitas, salões e gabinetes, viradas para a fachada frontal do parque, e as partes acessórias, como os quartos dos criados, a cozinha e as despensas, viradas para as traseiras do pátio.

### A quinta
O solar tem 54 hectares de jardins e bosques, que mostram as diversas utilizações que lhe foram dadas ao longo dos séculos: quinta, jardim botânico senhorial e centro de investigação florestal. Possui um dos arvoredos mais importantes da Europa, com espécies vegetais trazidas de outras latitudes ou mesmo modificações singulares de espécies para as adaptar ao clima de Pontevedra, resultando num conjunto florestal único.
Aqui crescem muitas árvores autóctones, tais como carvalhos, castanheiros e bétulas, sicómoros e árvores introduzidas e exóticas, como ciprestes, araucárias, cedros, magnólias ou alfeneiros, muitas das quais trazidas por jardineiros franceses. Várias destas árvores estão incluídas no Catálogo de Árvores Singulares do Governo Galego. Há arboretos com todas as variedades de castanheiros, pinheiros, eucaliptos ou camélias, com o espécime mais alto do mundo, uma camélia japonica de 20,5 metros de altura. Há também um rimu da Nova Zelândia e um pequeno jardim taiwanês.
Em redor do palácio há lagos, celeiros sobre palafitas, um pombal do século XV, uma estufa de vidro com estrutura de ferro de 1900, uma mesa de granito de uma só peça (aparentemente extraída de uma rocha na ilha de Tambo), estátuas de mármore branco e várias fontes, como a da Concha, a dos Três Canais, a do Pátio e a da Caverna dos Espelhos. A propriedade está organizada em avenidas: a Avenida da Camélia, a Avenida dos Eucaliptos e a Avenida da Gruta dos Espelhos.
A estufa art nouveau do início do século XX é feita de vidro e ferro forjado e o sótão galego com a sua eira e secador tem 5 metros. A estufa destaca-se pela sua estrutura grande e leve, com uma planta rectangular. O seu ponto mais alto é de 7 metros no espaço central, onde se cultivam as espécies de maior porte, deixando os espaços laterais para as plantas mais pequenas.

## Cultura
A escritora Lola Fernández Pazos publicou o romance El Pazo de Lourizán em 2022, que está ambientado no palácio.
A ilha de Tambo já fez parte do território do palácio. Montero Ríos comprou três quintos da ilha em 1884 e outro quinto em 1894. Em 1940, os seus filhos venderam-na à Marinha para ser utilizada pela Escola Naval Militar.

## Galeria

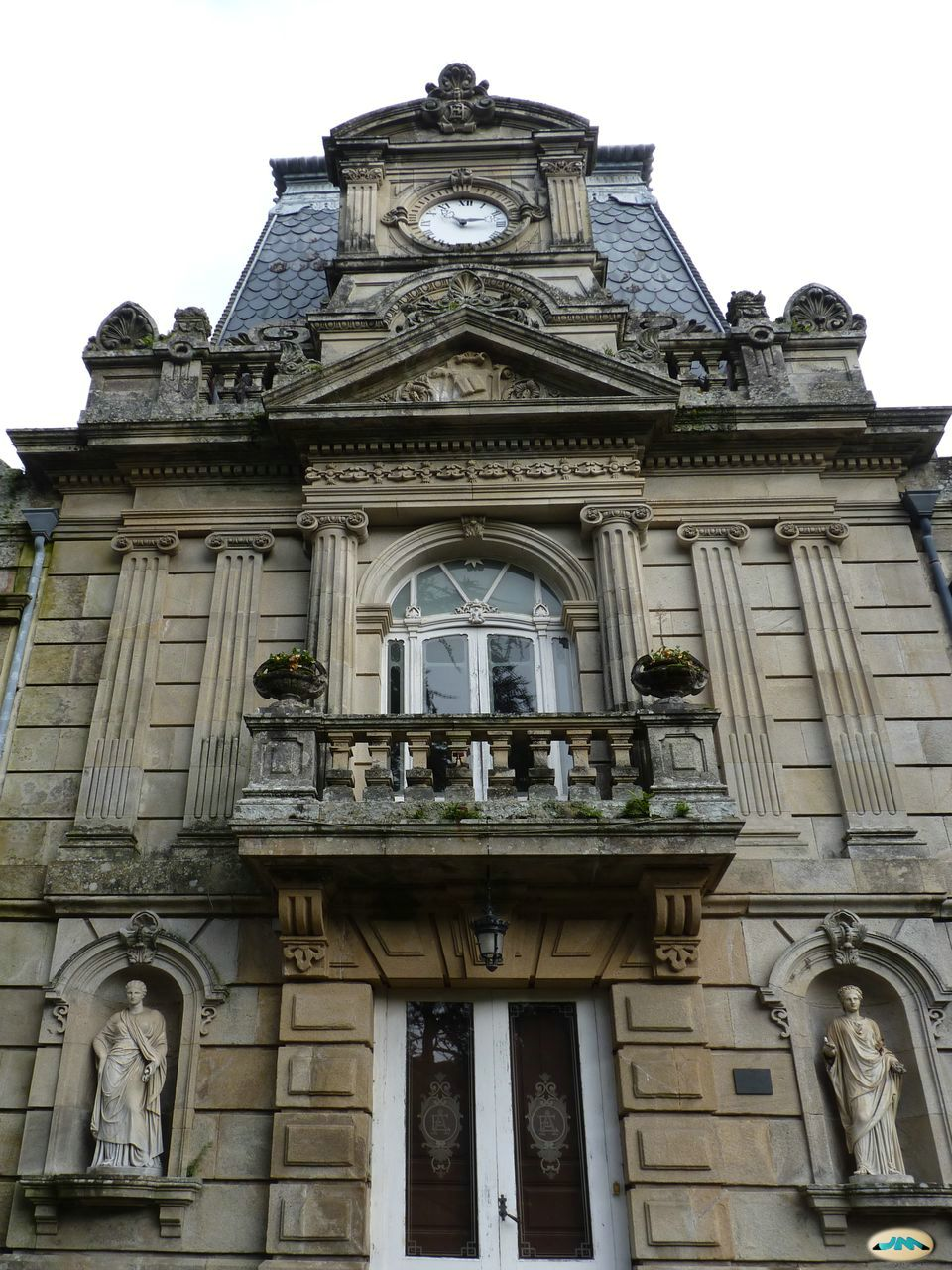
Detalhe da fachada
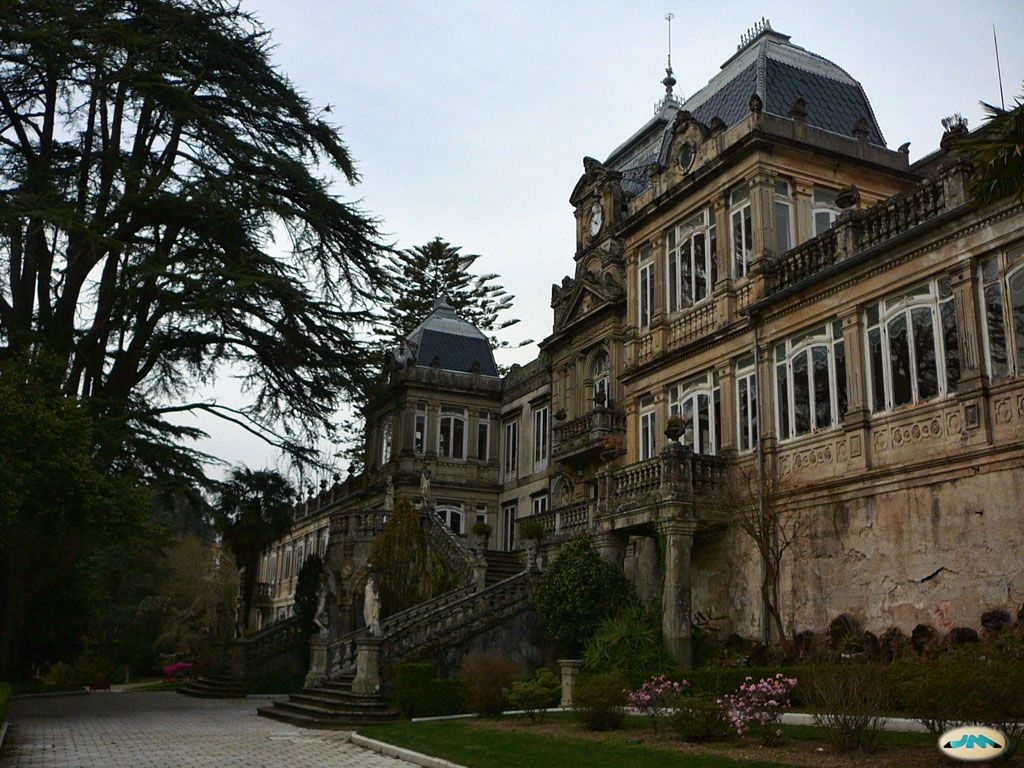
O palácio em frente ao grande cedro
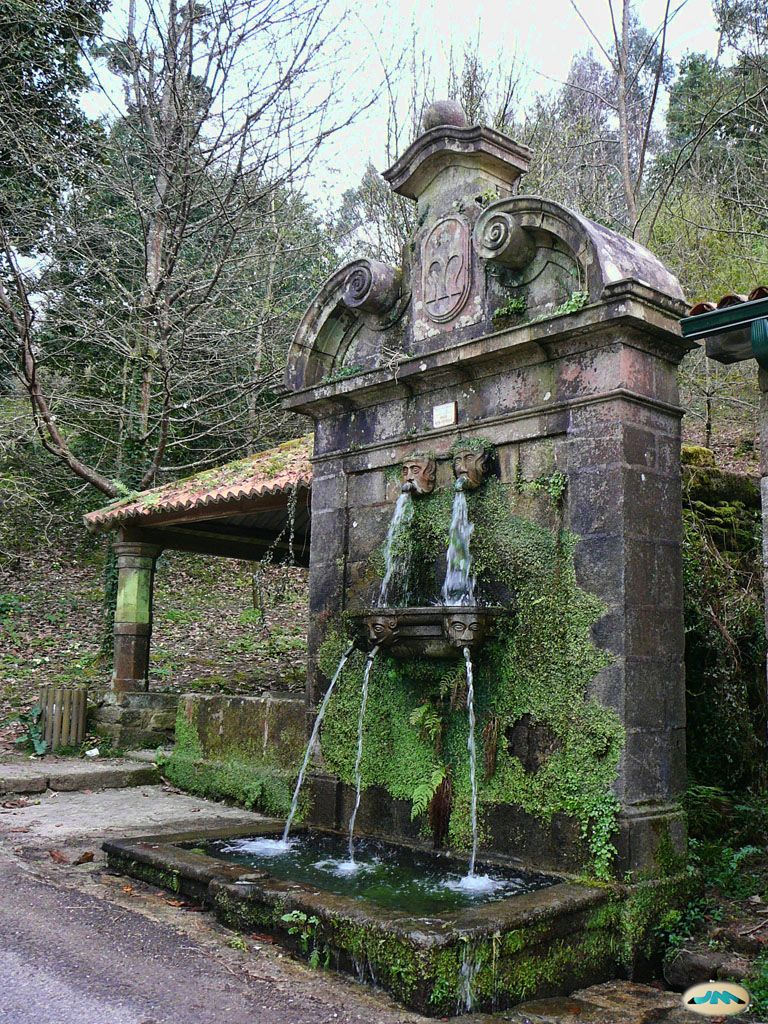
Fonte
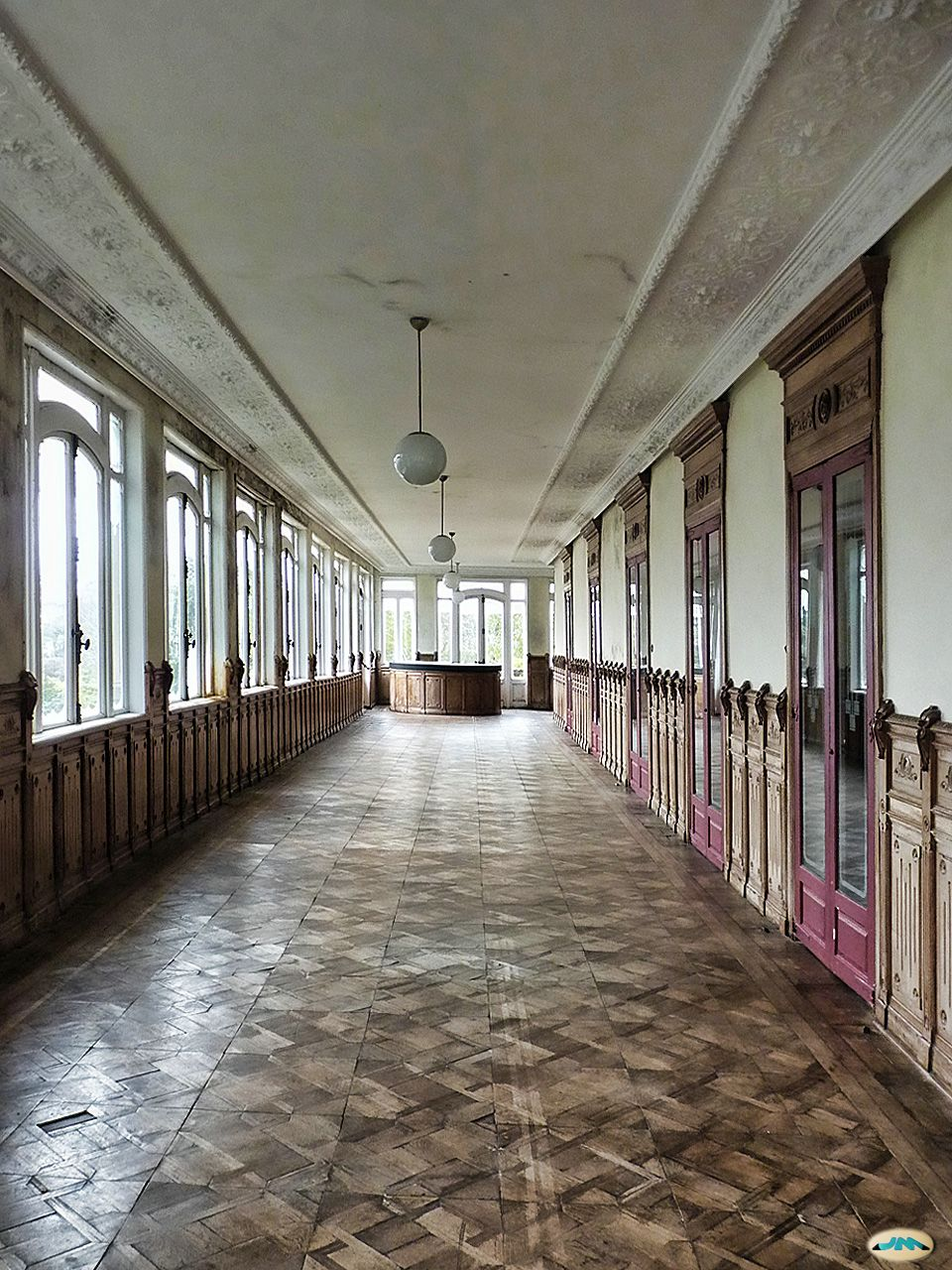
Corredor dentro do palácio
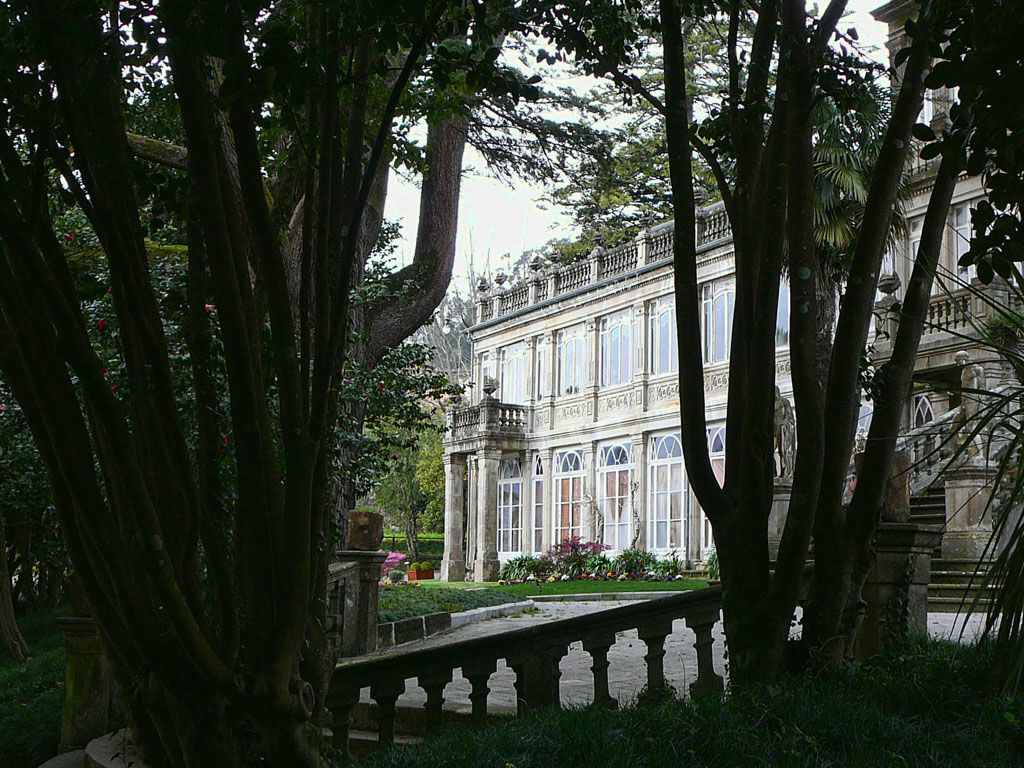
As janelas do paço ao fundo do arvoredo
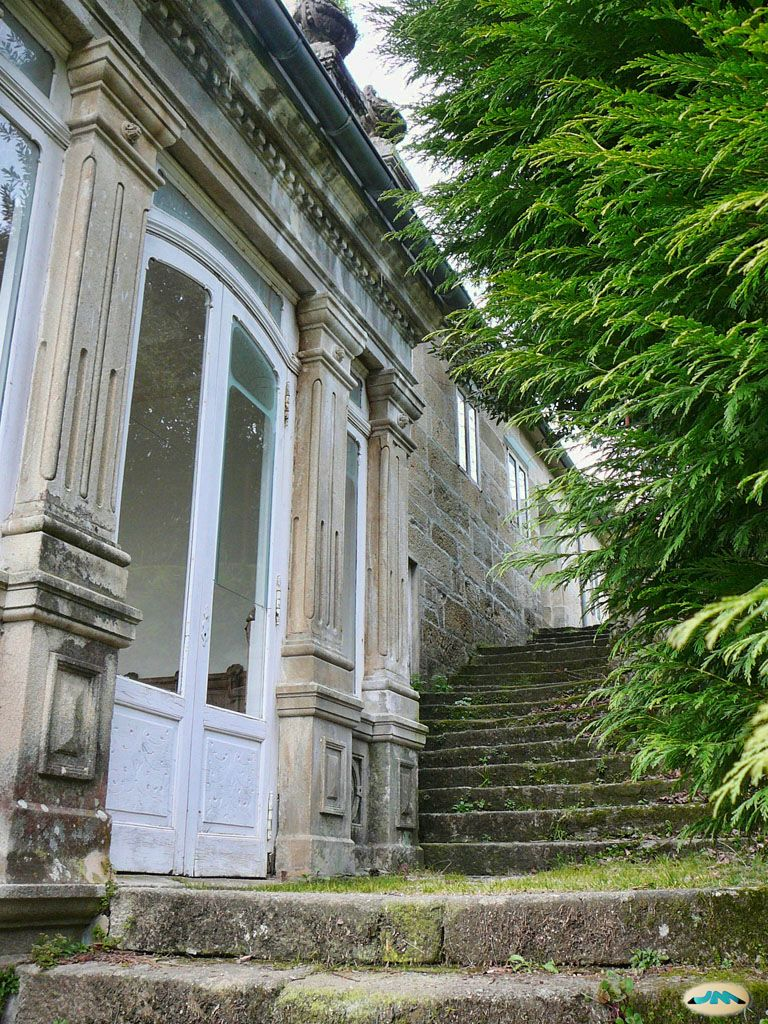
Lado da fachada com escadaria e porta
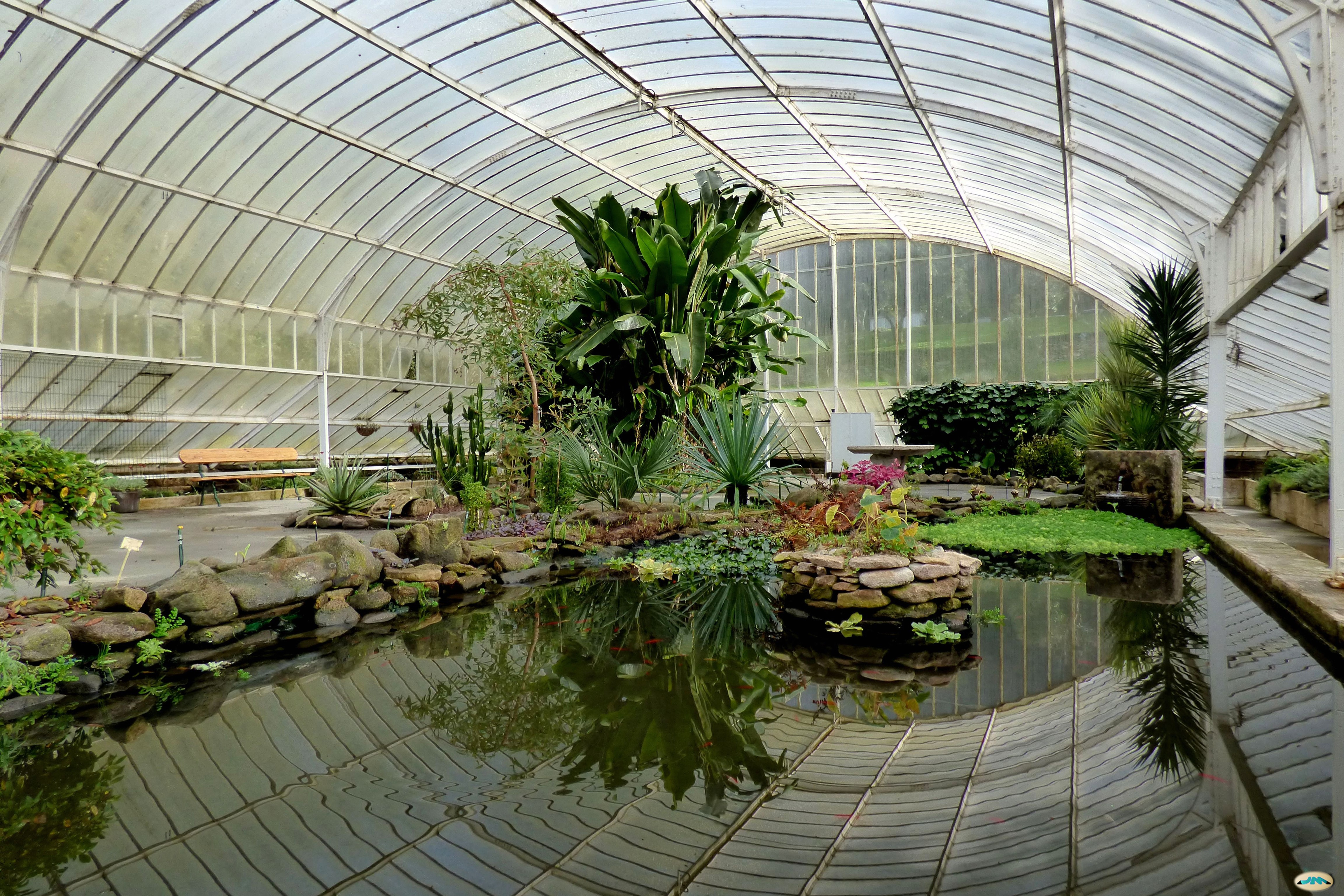
Estufa no jardim do palácio
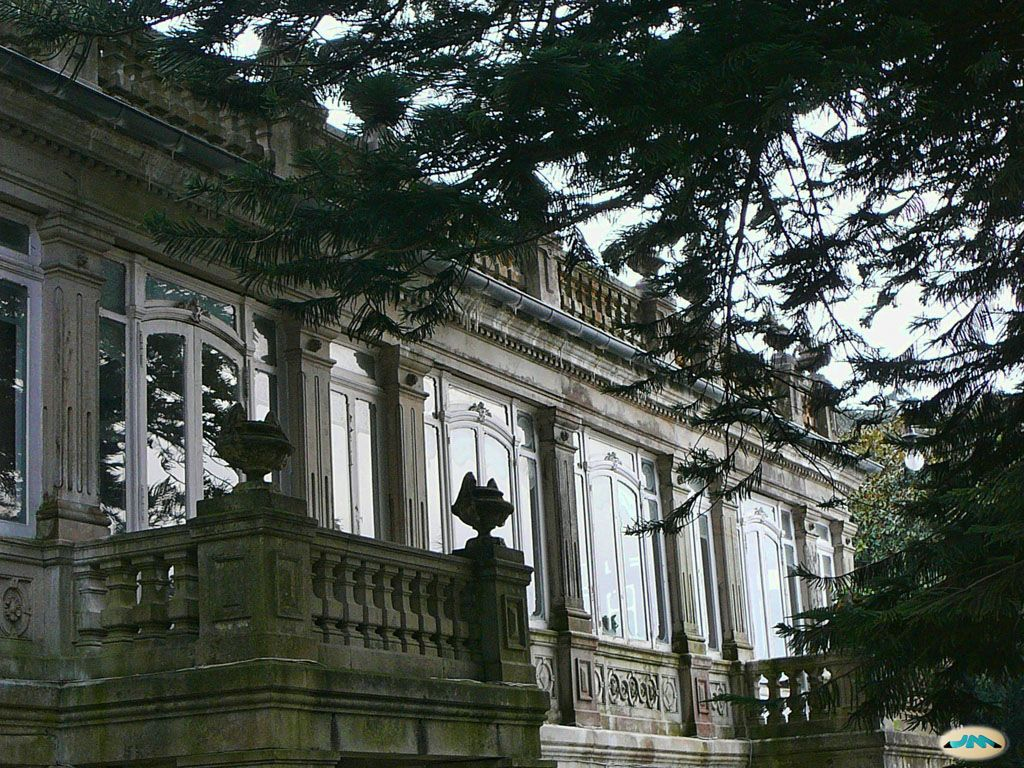
Fachada com solainas
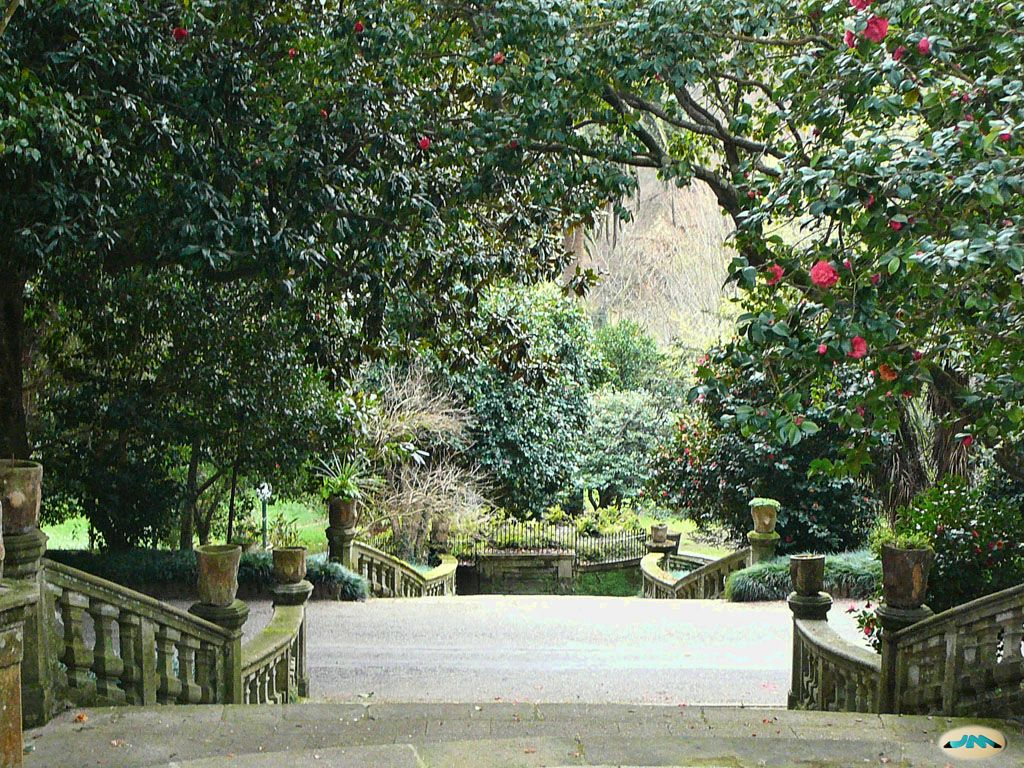
Escadaria e camélias
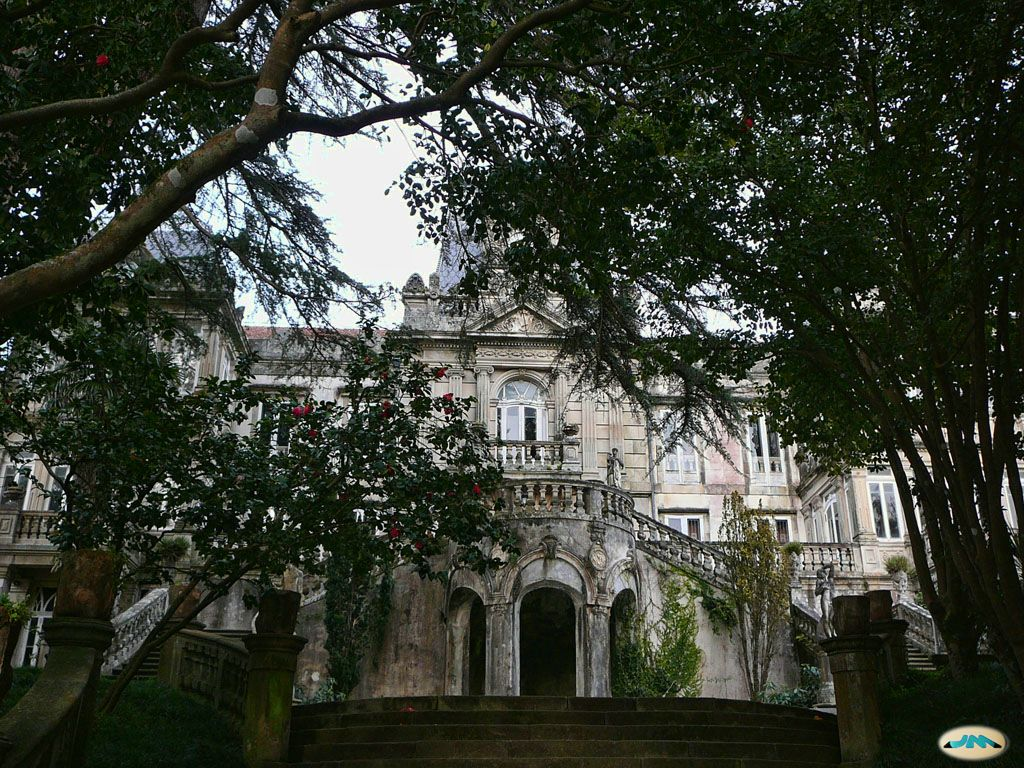
Vista da fachada principal da escadaria
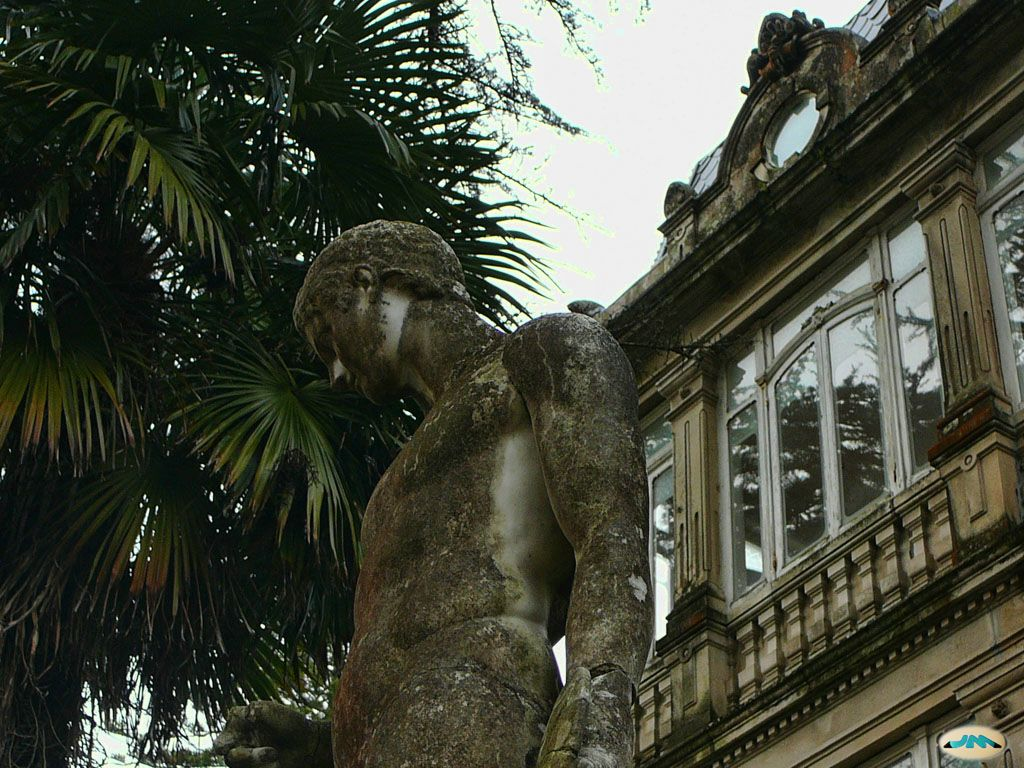
Escultura no jardim
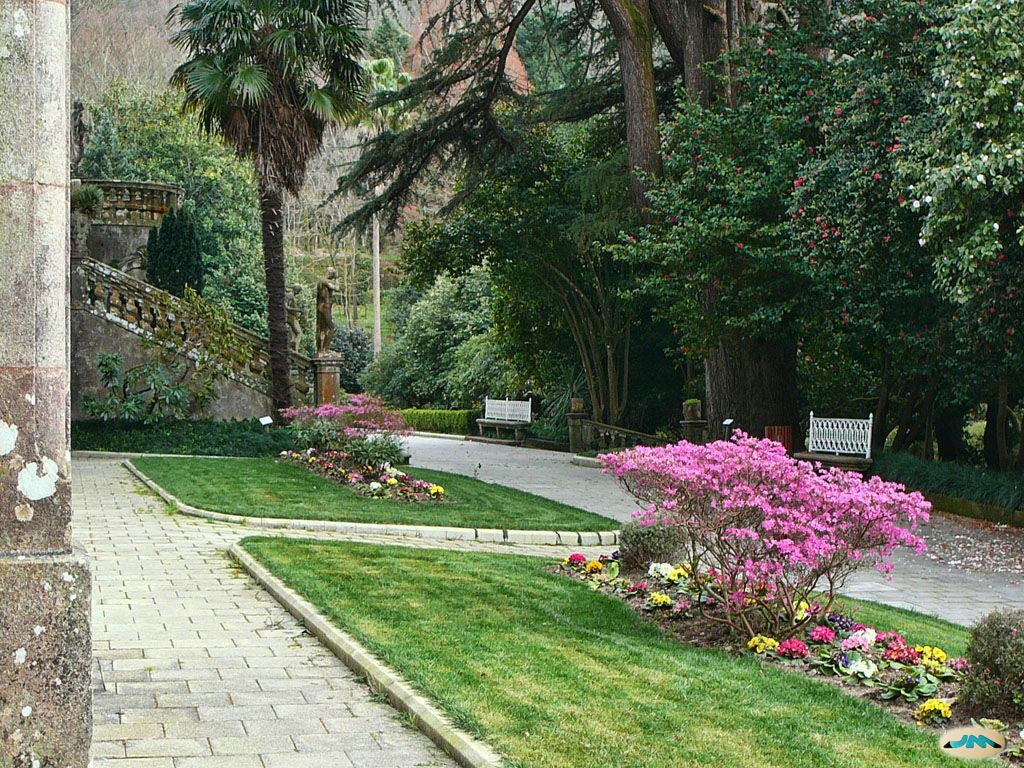
Jardins com azaléias e palmeiras
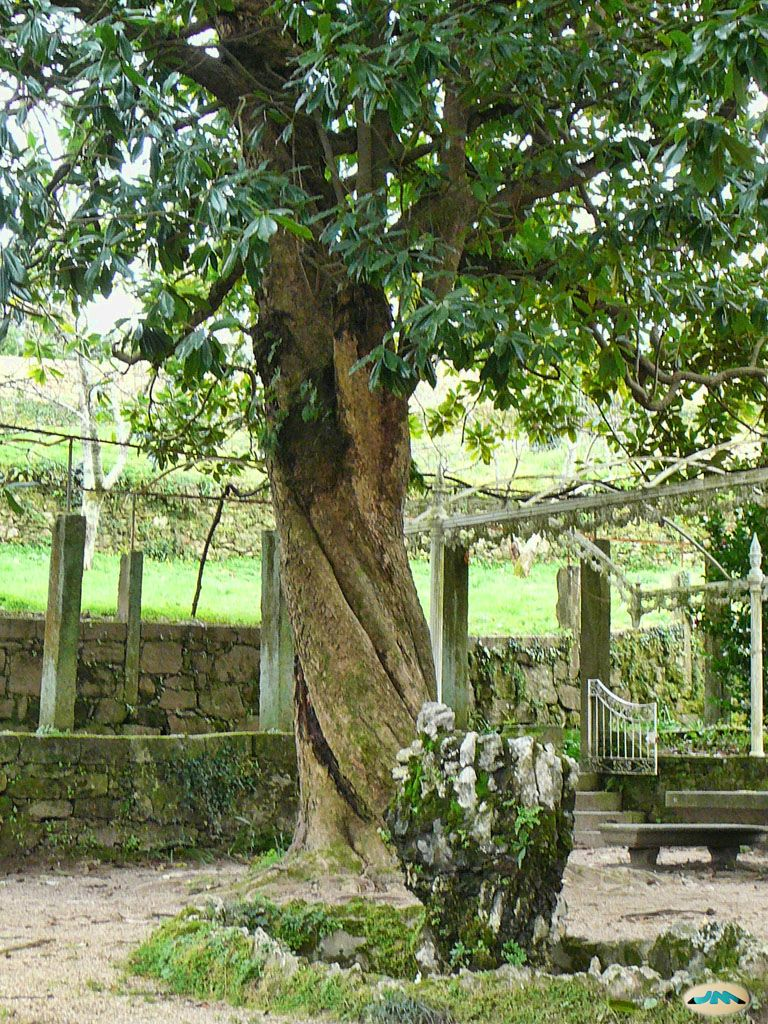
Magnólia
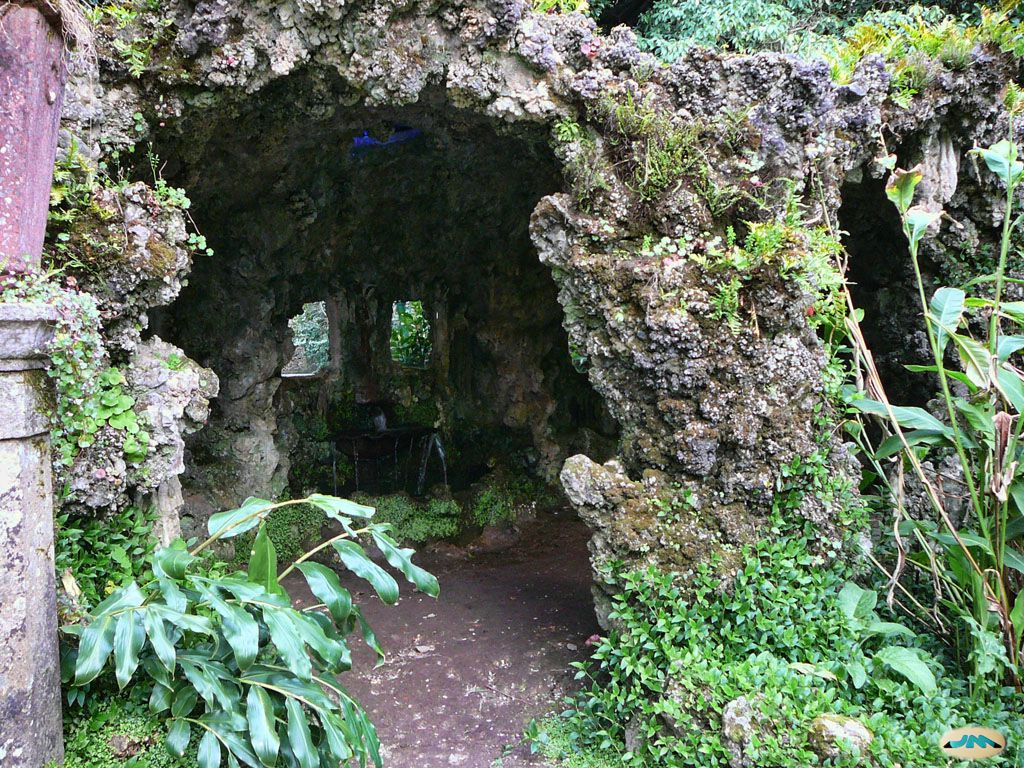
Grutas no jardim
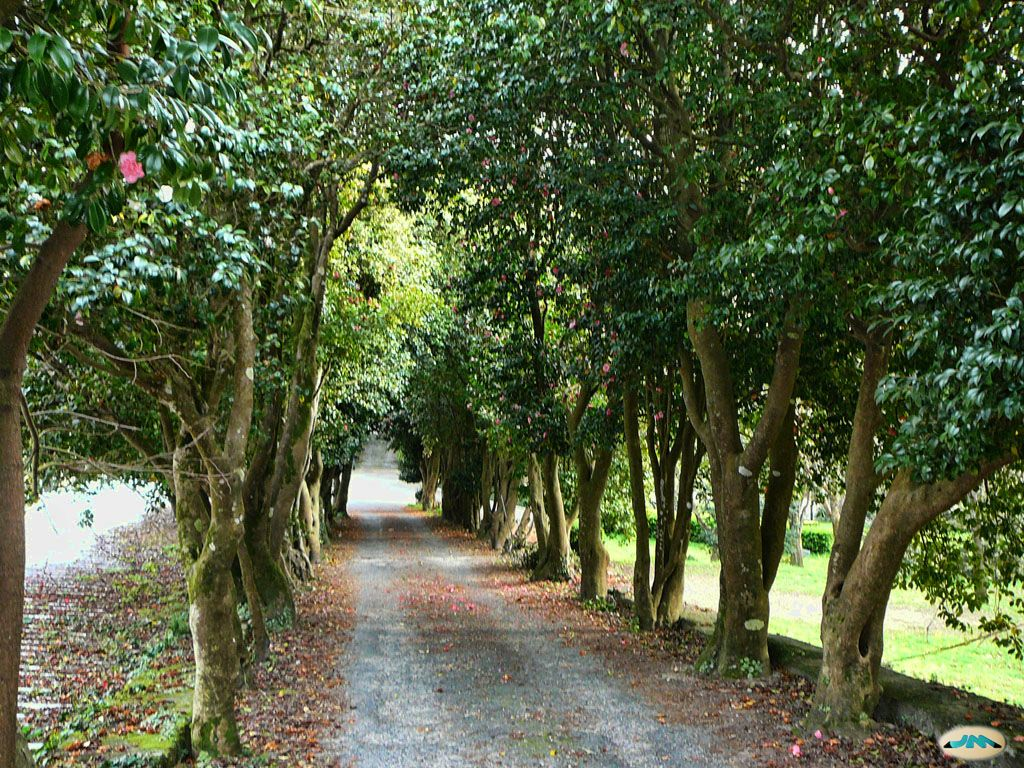
Beco da Camélia
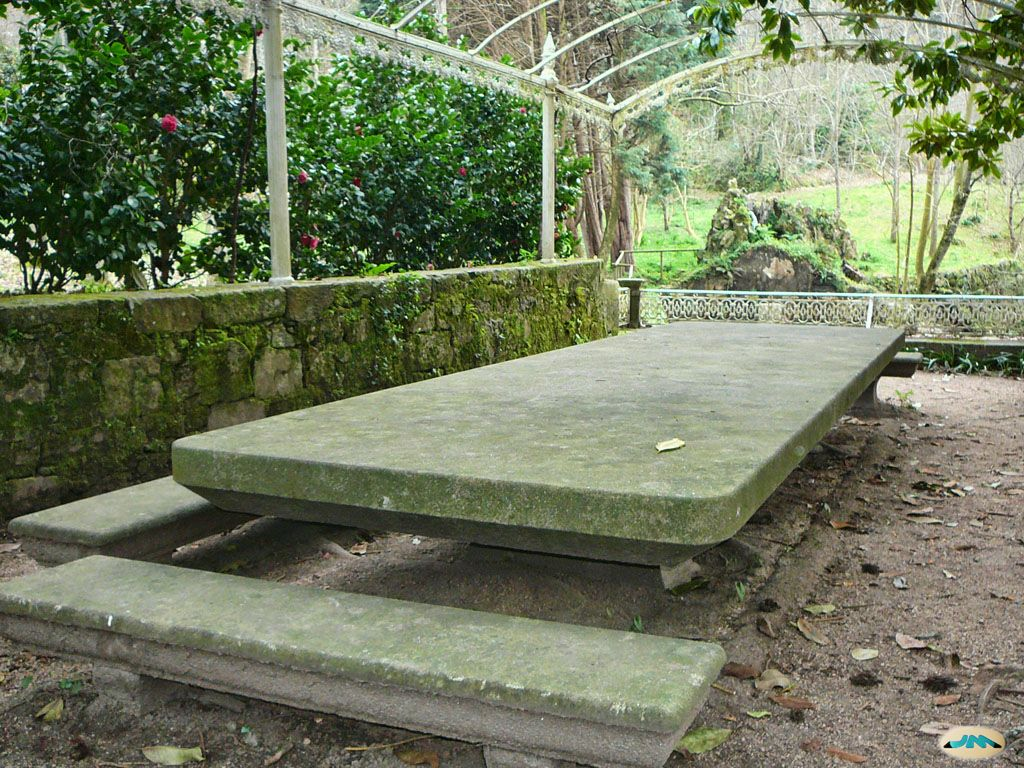
Mesa de granito no jardim debaixo da pérgula. A pedra pode vir de uma rocha na Ilha Tambo
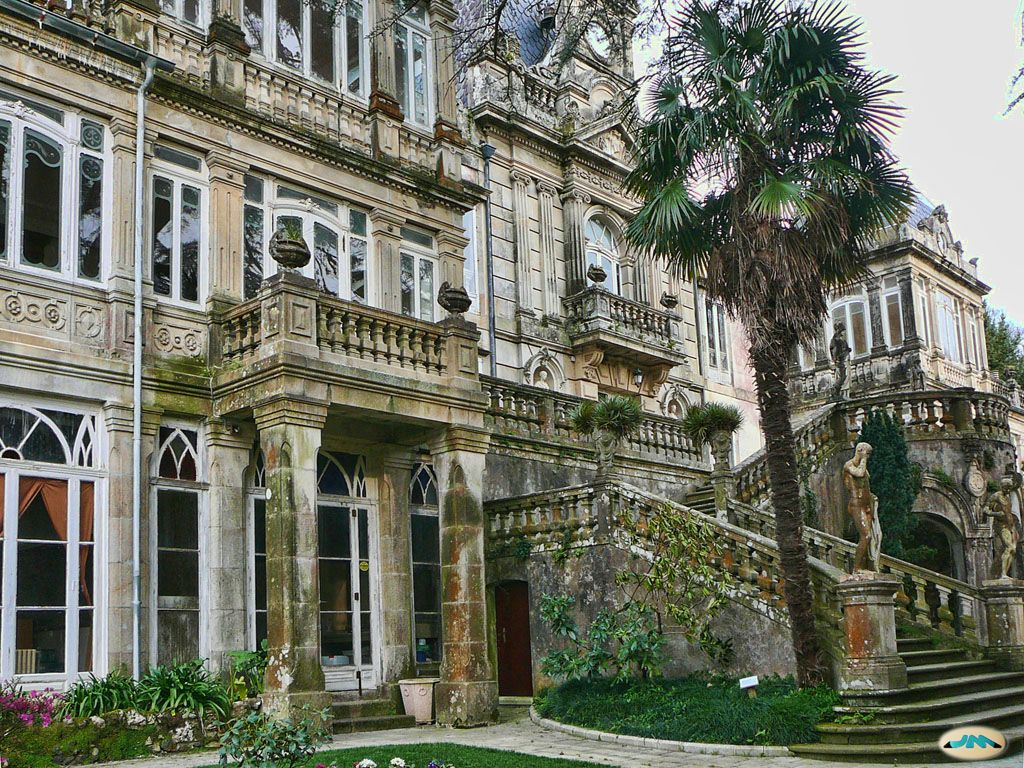
Fachada
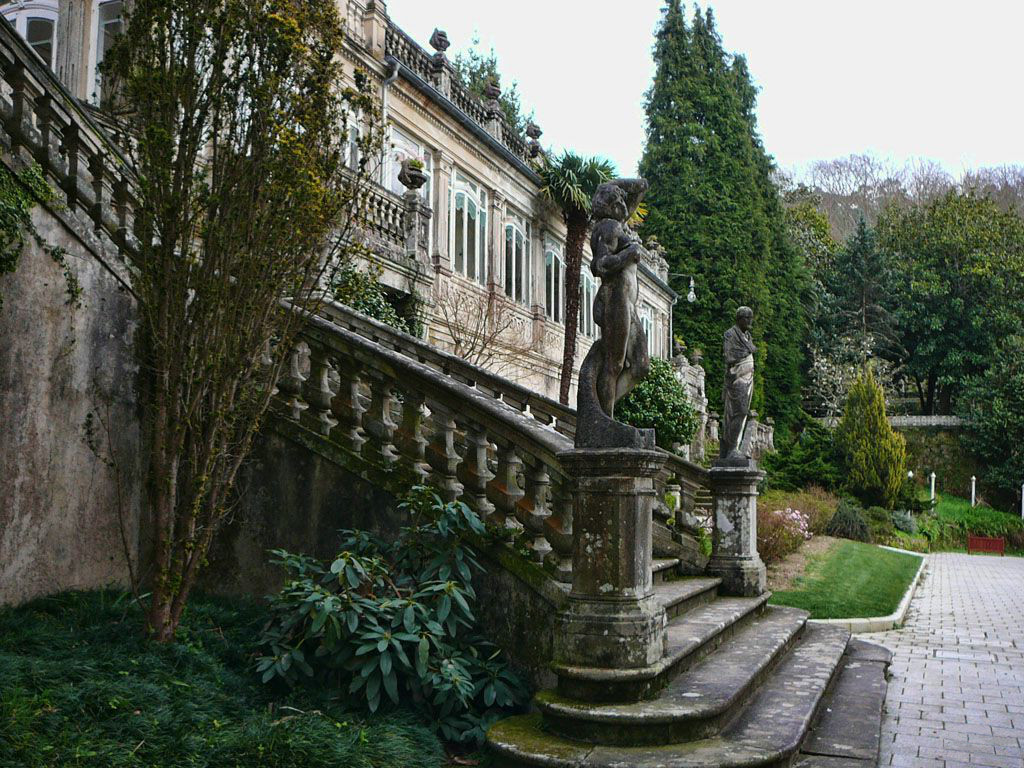
Escadária
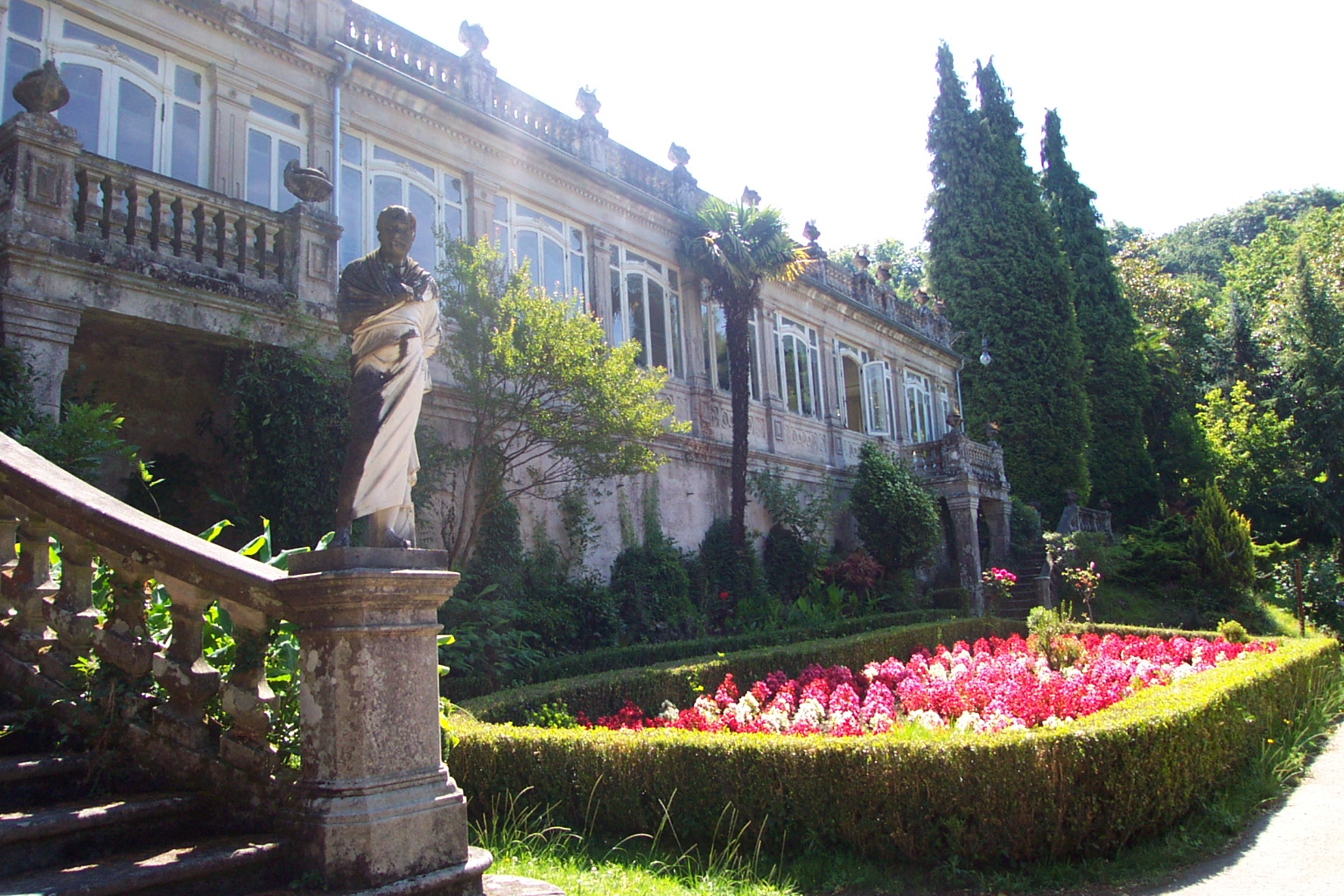
Sebe e canteiro de flores

### Artigos relacionados
- Jardim Botânico de Lourizán
- Palácio da Deputação de Pontevedra
- Pazo